# Turrilites
Turrilites es un género extinto de cefalópodos amonoideos de la familia Turrilitidae. Fue descrito por Jean-Baptiste Lamarck en 1801.

## Especies
- Turrilites acutus Passy, 1832
- Turrilites costatus Lamarck, 1801
- Turrilites scheuchzerianus Bosc, 1801